# Carla Leurs
Carla Leurs (Heemskerk, 19 juni 1978) is een Nederlands violiste. Zij was tot het eind van het seizoen 2018-2019 concertmeester van het Orkest van het Oosten en is internationaal soliste. Sinds 2017 is zij als hoofdvakdocent verbonden aan het conservatorium van de Hogeschool voor de Kunsten Utrecht.

## Loopbaan

### Opleiding
Leurs begon op zesjarige leeftijd haar vioollessen aan de Muziekschool Waterland. Al gauw kwam zij onder de hoede van Coosje Wijzenbeek bij wie ze van 1985 tot 1993 les had. Zij bracht haar middelbare-schooltijd door aan het Koninklijk Conservatorium in Den Haag. Zij vervolgde haar studie aan het Cleveland Institute of Music en de Juilliard School bij Donald Weilerstein en Itzhak Perlman. Diverse bekende concertmeesters hebben haar tijdens haar studie intensief begeleid, onder wie Herman Krebbers (Concertgebouworkest), Stefan Muhmenthaler (Orchestre de la Suisse Romande) en Daniel Gaede (Wiener Philharmoniker).

### Soliste
Leurs speelde reeds op zevenjarige leeftijd met de Fancy Fiddlers in het Concertgebouw in Amsterdam en was live te zien op nationale televisie tijdens de Nationale Dodenherdenking van 1986, in aanwezigheid van koningin Beatrix. Na het winnen van het Prinses Christina Concours in 1993 soleerde ze in het vioolconcert van Bruch met het Jeugd Orkest Nederland. Sindsdien speelde ze met diverse binnen- en buitenlandse orkesten, onder leiding van dirigenten als Vassily Sinaisky, András Ligeti en Carlos Kalmar. In 2004 maakte ze haar debuut in de Carnegie Hall tijdens de Artist International Debut Series. Ook was zij te horen bij New Masters in Concert in Moskou, Sint-Petersburg en Tallinn.
Leurs werkte samen met Janine Jansen in een vioolconcert van Vivaldi en Sol Gabetta in het dubbelconcert van Brahms.
Leurs is tevens regelmatig te horen in het Concertgebouw te Amsterdam. Zij was als soliste en kamermusicus in binnen- en buitenland te horen op onder meer het 'Festival van Vlaanderen, het Menuhin Festival Gstaad, het Sakharov Festival Rusland en het Verbier Festival.

### Kamermuziek
Sinds haar jeugd speelt Leurs samen met pianist Daniël Kramer met wie ze een groot deel van het viool-pianorepertoire uitvoerde in binnen- en buitenland. Tijdens haar verblijf in New York was zij lid van het Nesher Trio (met pianiste Beth Nam en klarinettiste Moran Katz), waarmee ze onder meer in Carnegie Hall en Alice Tully Hall te horen was. Samen met klarinettiste Céleste Zewald richtte zij het Ensemble A(i)rco op, waarin het repertoire voor strijkers in combinatie met blazers centraal staat. Tot 2010 was zij primarius van dit ensemble, waarmee zij onder meer te horen was in het Concertgebouw te Amsterdam. Daarnaast speelt zij regelmatig kamermuziek op festivals en met andere musici, onder wie Liza Ferschtman, Vilde Frang, Nicolas Altstaed , Jacques Zoon en Sol Gabetta. Zij was deelnemer van het eerste Perlman Chambermusic Program, waar zij werkte met onder anderen Itzhak Perlman en leden van het Cleveland Quartet.

### Concertmeester
Leurs was concertmeester van het Orkest van het Oosten onder leiding van Jan Willem de Vriend en later Ed Spanjaard. Zij kondigde haar vertrek aan bij de fusie van dat orkest met Het Gelders Orkest in aan het eind van het seizoen 2018-2019.
Hiervoor was zij concertmeester bij de Radio Kamer Filharmonie onder leiding van Jaap van Zweden, alsmede het Sinfonieorchester Basel onder leiding van Dennis Russel Davies. Als gastconcertmeester speelde zij bij de London Philharmonic Orchestra, het Rotterdams Philharmonisch Orkest, het Radio Filharmonisch Orkest, het Nederlands Kamerorkest, Holland Symfonia en het Philharmonisch Orkest van Santiago de Chile. Zij was ook de concertmeester tijdens de populaire tv-serie Maestro, waarbij bekende Nederlanders een professioneel symfonie orkest mochten dirigeren. 

### Prijzen
Leurs werd diverse malen onderscheiden:
- In 2007 won zij het 10e Jean Francaix Concours te Parijs.
- In 2004 won zij de "Juilliard School Concerto Competition", wat leidde tot haar debuut met de Juilliard Symphony in Lincoln Center
- In 2001 won Leurs de Grand Prix en de publieksprijs tijdens het internationale Tibor Varga Concours.
- In Nederland was zij onder meer laureate bij de Iordens Viooldagen, het Prinses Christina Concours en het Nationaal Vioolconcours Oskar Back.
- Tijdens het Verbier Festival kreeg zij de APCAV-prijs uitgereikt voor veelbelovend jong musicus.

### Bach
In 2009 speelde Leurs de drie sonates en drie partita's voor soloviool van Bach integraal tijdens één optreden. Voor zover bekend is zij daarmee de eerste violiste die dat deed in een openbaar concert in Nederland. Sindsdien is zij regelmatig te horen in deze werken, waarbij zij gebruikmaakt van darmsnaren en barokstokken. Zij is de solo-violiste van Ensemble Himmelsburg, waarmee ze werken van Bach en tijdgenoten speelt. 

## Instrument
Carla Leurs bespeelt de ‘Zomer-viool’, gebouwd door G.B. Guadagnini in Parma 1770 en een Dominique Peccatte strijkstok uit de ‘collectie Tettelaar’, beide in bruikleen van het Nationaal Muziekinstrumenten Fonds.